# Mûrier
Morus
« Morus » redirige ici. Pour le genre d'oiseaux, voir Morus (oiseau).
Pour les articles homonymes, voir Mûrier (homonymie).
Genre
Morus (les mûriers) est un genre de plantes à fleurs dicotylédones de la famille des Moraceae, originaire des régions tempérées et subtropicales d'Asie, d'Europe, d'Afrique et d'Amérique, qui comprend 17 espèces acceptées. Il s'agit d'arbres ou d'arbustes à feuilles caduques, qui sont soit monoïques, soit dioïques. Certaines espèces sont cultivées pour leurs fruits (les mûres) ou pour leurs feuilles, qui servent de nourriture au ver à soie, ou comme arbres d'ornement.
Les mûriers ne doivent pas être confondus avec les ronces (Rubus), plantes ligneuses sarmenteuses de la famille des Rosaceae, dont les fruits des haies sont similaires par l'aspect et le goût, et communément appelés des mûres ou mûrons, par analogie.
Une plantation de mûriers est appelée « mûraie » ou « mûreraie ».

## Caractéristiques générales

### Appareil végétatif

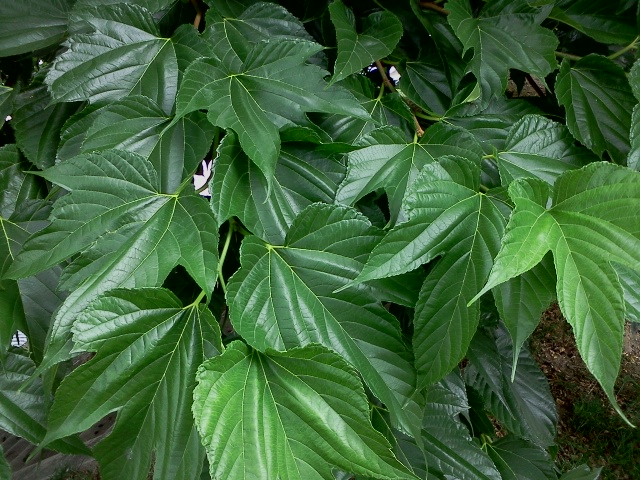
Mûrier à feuilles de platane.

Les mûriers sont des arbustes ou des arbres de taille moyenne, atteignant en général 10 mètres de haut en culture, mais pouvant atteindre 30 mètres de haut chez certaines espèces à l'état sauvage.
Les  feuilles simple, alternes, caduques, sont munies à la base du pétiole de stipules libres, caduques. Le limbe foliaire, entier ou plus ou moins profondément palmatilobé, à bords dentelés est de forme variable, généralement ovale, arrondie ou cordiforme à la base, pointue à l'apex. Il présente de 3 à 5 nervures primaires partant de la base, et des nervures secondaires pennées.

### Appareil reproducteur
Les fleurs, verdâtres, réunies en courts épis ou chatons, sont soit mâles (staminées), soit femelles (pistillées), mais présentes sur le même pied (plante monoïque).
Le fruit, ou mûre, est un fruit multiple ou syncarpe, formé de fruits élémentaires qui sont de nombreuses petites drupéoles globuleuses, étroitement serrées. Il ressemble superficiellement à une mûre de ronce, mais contrairement à cette dernière, qui est issue d'une seule fleur, chaque drupéole provient d'une fleur séparée, minuscule, unisexuée (femelle), et est issue d'un pistil monocarpellé consistant en un ovaire sphérique, un style court et un stigmate bifide. Il porte des poils noirs qui sont les vestiges desséchés des styles.

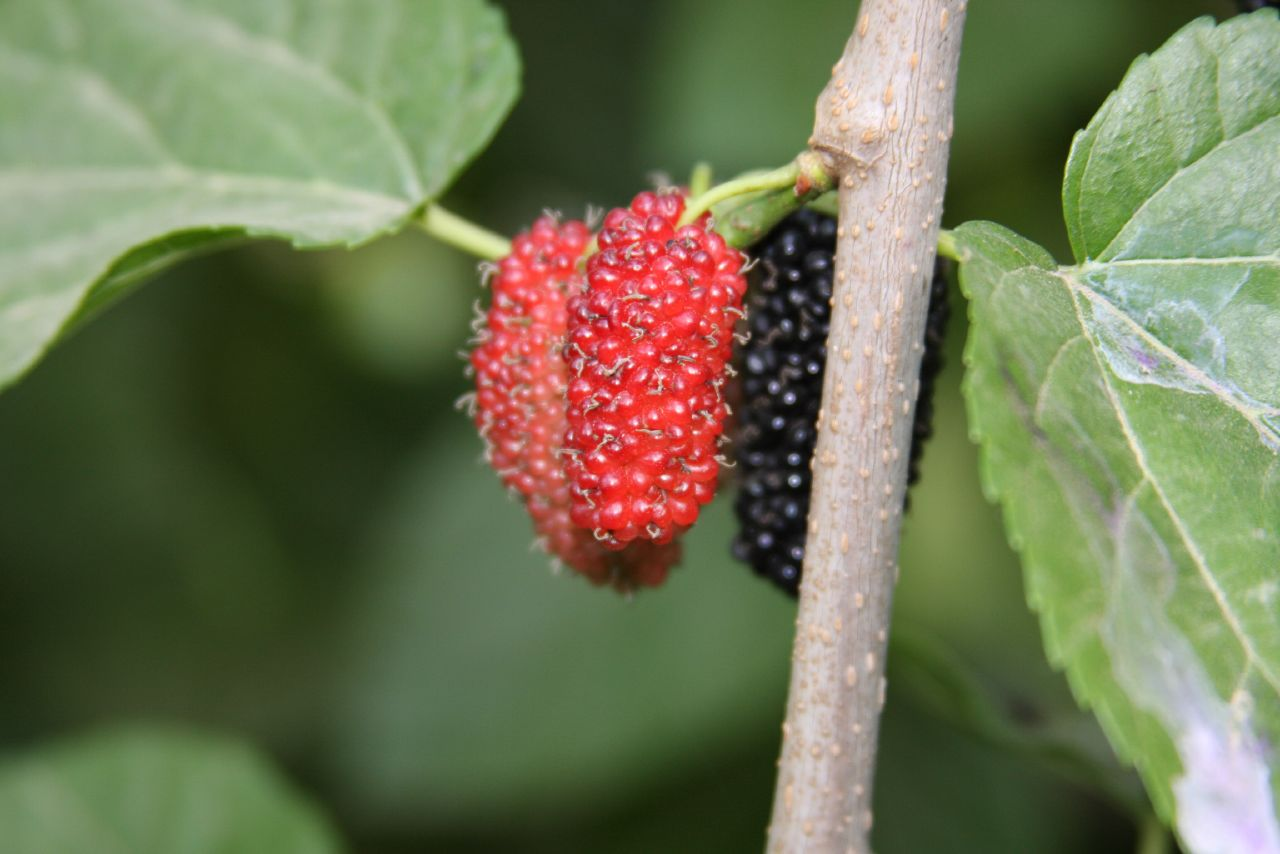
Mûres (mûrier noir) en Libye.

Les fruits des arbres cultivés mesurent environ 2 cm de long, mais ceux des arbres sauvages mesurent habituellement moins de 1 cm de long et ont une forme cylindrique. Les fruits du mûrier blanc mesurent de 1,5 à 2,5 de long sur  1 cm de diamètre, ceux du mûrier rouge de 1,5 à 6 cm de long sur 1 cm de diamètre.

La graine, de couleur jaune pâle ou brune, de forme ovale, de 2 à 3 mm de long, a une enveloppe composée de deux couches, une couche externe dure et cassante, la testa, et une couche interne mince papyracée et légèrement brunâtre, le tegmen. Le noyau, à l'intérieur de l'enveloppe de la graine, contient l'endosperme externe et l'embryon interne. L'embryon composé d'un axe primaire (plumule et radicule) et de deux cotylédons, est très incurvé, l'extrémité des cotylédons touchant presque la radicule. Lors de la germination, la plumule donne naissance au système foliacé et la radicule au système racinaire. La taille et le poids des graines varient d'une variété à l'autre. En général, les graines ne conservent leur pouvoir germinatif que quelques semaines à la température ambiante, mais leur viabilité peut être prolongée de 3 à 6 mois si elles sont stockées dans des conditions de température et d'humidité contrôlées. La température optimale pour la germination est de 28 à 30 °C. La graine de mûrier contient 25 à 35 % d’huile colorante jaune.

### Cytologie
Le nombre chromosomique de base généralement admis est x=14. Les différentes espèces et variétés ont des niveaux de ploïdie variable, de diploïde chez Morus alba ou Morus indica (2n=2x=28) à dexoploïde chez certaines variétés de Morus nigra (2n=22x=308), record du nombre de chromosomes chez les Angiospermes,. La majorité des espèces sont diploïdes, mais il existe aussi des espèces triploïdes (42 chromosomes) comme Morus australis, tétraploïdes (56 chromosomes) comme certaines variétés de Morus cathayana, hexaploïdes (84 chromosomes) comme Morus serrata et octoploïdes (112 chromosomes) comme Morus cathayana,.
On a également signalé une espèce haploïde (Morus notabilis), avec 14 chromosomes dans les cellules somatiques. Des études récentes ont cependant conduit à estimer le nombre chromosomique de base à x=7, faisant de Morus notabilis la seule espèce diploïde dans le genre Morus.

### Différences entre mûrier blanc et noir
Bien que certaines sources indiquent que le mûrier blanc produit des fruits blancs et le mûrier noir des fruits noirs, c'est faux. Le mûrier noir porte toujours des fruits violet foncé ou noirs. Par contre, selon les variétés, le mûrier blanc porte des fruits blancs, rosés, violets ou noirs.
- Les feuilles du mûrier blanc mesurent de 5 à 12 cm, sont frêles et souvent lobées alors que celles du mûrier noir sont plus grandes (jusqu'à 18 cm), épaisses, rugueuses et rarement lobées.
- Le fruit du mûrier blanc est mûr à la fin du printemps alors que celui du mûrier noir n'est mûr qu'au début de l'été.
- Le fruit du mûrier blanc présente un pédoncule long (parfois de la longueur du fruit) alors que le mûrier noir n'a pour ainsi dire pas de pédoncule, ou un pédoncule très court.
- Le fruit du mûrier blanc est douceâtre avant maturité, alors qu'au même stade celui du mûrier noir est très acide. À complète maturité, celui du mûrier blanc est assez fade et très sucré, celui du mûrier noir est sucré et légèrement acidulé.
- La saveur des fruits du mûrier noir plaît à la quasi-totalité du grand public. Les fruits du mûrier blanc sont généralement peu estimés en France, mais ceux des cultivars sélectionnés pour leurs fruits ont une valeur gustative élevée. Ils sont très appréciés dans les pays qui les cultivent, au Moyen-Orient (Iran, Syrie, Liban, Israël) notamment.

## Distribution
L'aire de répartition originelle du genre Morus se situe vraisemblablement dans le piémont himalayen, d'où il s'est propagé ensuite jusque dans les régions tropicales de l'hémisphère sud.
Nikolaï Vavilov, dans sa théorie des centres d'origine des plantes cultivées (1951), place le genre Morus dans le centre  Chine-Japon.
De nos jours, le genre Morus est présent dans toutes les régions située entre 50° de latitude nord et 10° de latitude sud, et du niveau de la mer jusqu'à des altitudes atteignant 4 000 mètres, ce qui inclut l’Asie, l’Europe, l’Amérique du Nord et du Sud et l’Afrique.
Certaines espèces sont largement cultivées, notamment le mûrier blanc naturalisé sur tous les continents. Ce sont des plantes qui craignent les longues périodes de gel.

## Noms français et noms scientifiques correspondants
Liste alphabétique de noms vulgaires ou de noms vernaculaires attestés en français.

Note : certaines espèces ont plusieurs noms et, les classifications évoluant encore, certains noms scientifiques ont peut-être un autre synonyme valide.
- mûrier blanc - Morus alba L.[17],
- mûrier à feuilles de platane - Morus bombycis Koidz., synonyme : Morus kagayamae Koidz[17],
- mûrier à fruits - voir mûrier noir[17],
- Morus indica - une sélection naine "Mojo Berry" (syn. "BonBonBerry", "Matsunaga") est vendue avec le dénomiation Mûrier nain ou M. rotundiloba ou fautivement M. rotundifolia,
- mûrier noir - Morus nigra L.[17],
- mûrier pleureur - la sous-espèce Morus alba pendula[17],
- mûrier rouge - Morus rubra L.[17],
- mûrier tortueux - Morus australis[17].

Le mûrier à papier appelé aussi mûrier d'Espagne ou mûrier de Chine (Morus papyrifera L.) a été déplacé dans le genre Broussonetia.
Le mûrier de renard ou mûrier des haies, quant à lui, n'a rien à voir avec ce genre, puisqu'il s'agit de la Ronce commune (Rubus fruticosus L.).

## Classification
La taxinomie des espèces de ce genre est encore très disputée par les botanistes. La variabilité de ces arbres rend difficile la détermination des espèces à part entière parmi les différentes variétés. Cette distinction est d'autant plus compliquée à faire qu'il existe en plus de multiples hybrides.
Le genre Morus a été établi par Linné et publié dans son Species plantarum en 1753 (Sp. Pl. 2: 986. 1753)IPNI (25 juin 2019). Linné avait inclus dans ce genre les sept espèce suivantes : Morus alba, Morus indica, Morus  nigra, Morus  papyrifera, Morus  rubra, Morus tatarica et Morus tinctoria. Deux d'entre elles, Morus  papyrifera et  Morus tinctoria, ont par la suite été transférées dans les genres Broussonetia et Maclura respectivement.
Le botaniste français, Édouard Bureau, réalisa en 1873 la première révision complète du genre Morus sur la base de critères morphologiques des feuilles et des inflorescences, ne retenant  que cinq espèces (Morus alba, Morus nigra, Morus rubra , Morus celtidifolia et  Morus insignis), ainsi que 19 variétés et 13 sous-variétés.
En 1917, le botaniste japonais, Gen-Iti Koidzumi, présenta une nouvelle révision complète du genre, reconnaissant 24 espèces réparties en deux sections sur la base de la longueur du style : Dolichostylae (espèce à style long) et Macromorus (style court).
Une nouvelle révision due au botaniste français Jean-François Leroy en 1949 subdivisa le genre Morus en trois sous-genres : Eumorus, comprenant cinq espèces d'Asie, d'Amérique du Nord et d'Amérique centrale (Morus alba, Morus  nigra, Morus  acidosa, Morus  rubra, et Morus celtidifolia), Gomphomorus, incluant deux espèces d'Amérique du Sud (Morus insignis et Morus trianae), et Afromorus pour l'unique espèce d'Afrique tropicale (Morus lactea),.
En 2001, le botaniste néerlandais Cornelis Christiaan Berg, étudiant le genre Morus dans les Néotropiques, a reconnu deux espèces d'Amérique centrale et d'Amérique du Sud, Morus celtidifolia et  Morus insignis, et plus récemment, en 2005, il a estimé à 12 le nombre d’espèces du genre Morus (huit en Asie, une en Afrique et trois dans le Nouveau Monde), sans toutefois en donner la liste.
Actuellement la base de données taxinomique, The Plant List, recense 147 noms d'espèces décrites dans le genre Morus, dont seulement 17 sont acceptées, 47 classées comme synonymes et 91 non évaluées.

L'espèce type est Morus nigra.

### Liste d'espèces
Selon The Plant List (25 juin 2019) :
- Morus alba L.
- Morus australis Poir.
- Morus cathayana Hemsl.
- Morus celtidifolia Kunth
- Morus indica L.
- Morus insignis Bureau
- Morus japonica Audib.
- Morus liboensis S.S. Chang
- Morus macroura Miq.
- Morus mesozygia Stapf
- Morus mongolica (Bureau) C.K. Schneid.
- Morus nigra L.
- Morus notabilis C.K. Schneid.
- Morus rubra L.
- Morus serrata Roxb.
- Morus trilobata (S.S. Chang) Z.Y. Cao
- Morus wittiorum Hand.-Mazz.

## Utilisation

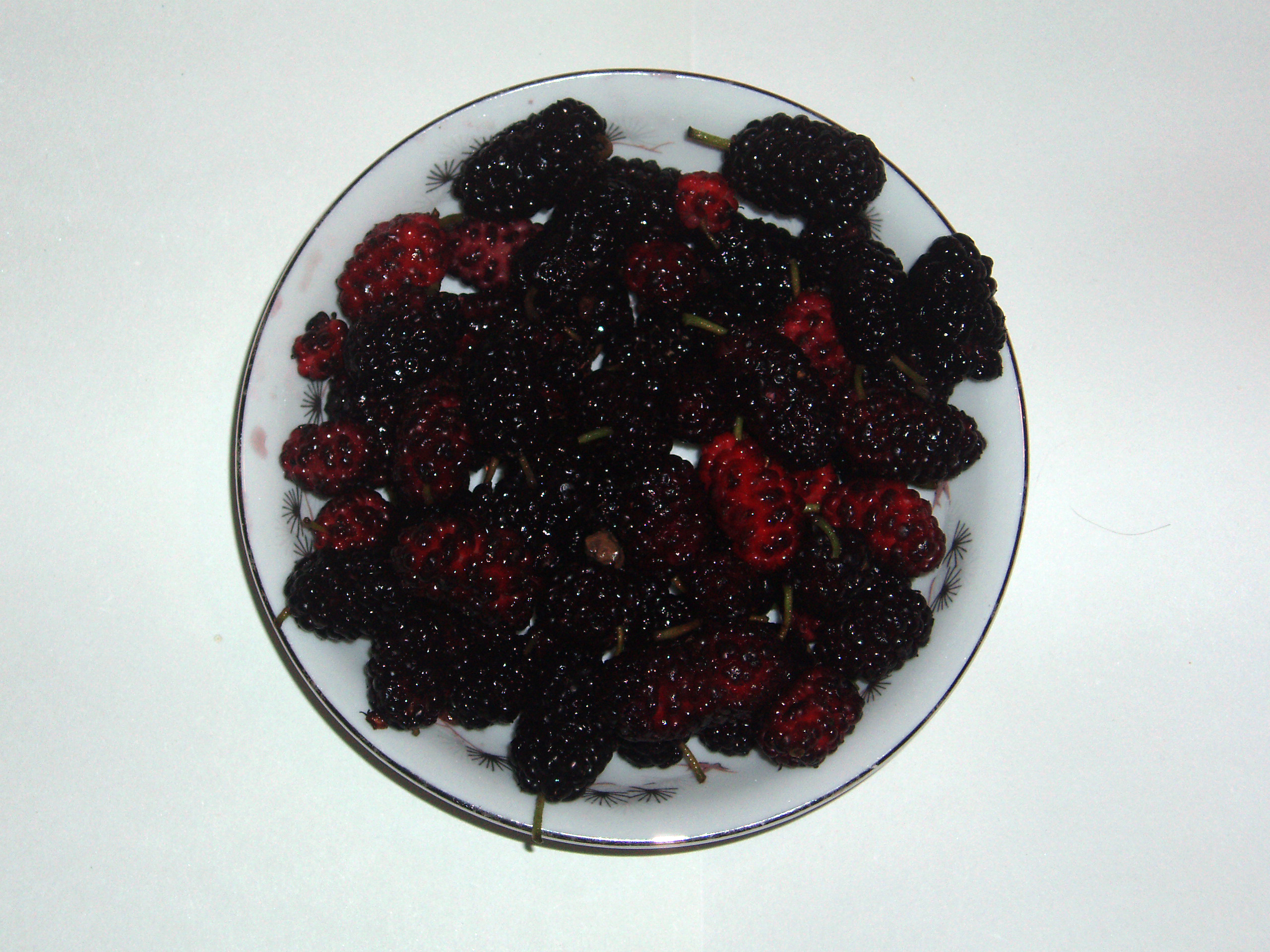
Fruits du mûrier.

### Sériciculture
Certaines espèces de mûriers, en particulier le mûrier blanc, sont cultivés pour  leurs feuilles pour l'élevage du ver à soie (chenille du bombyx du mûrier) ou sériciculture.

### Plante alimentaire
Les mûriers sont cultivés pour :
- leurs fruits : mûrier noir, mûrier blanc et hybrides tels que 'Illinois Everbearing' (mûrier blanc × mûrier rouge, le mûrier noir ne s'hybride pas car il compte 308 chromosomes contre généralement 28 pour le blanc et le rouge). Ce sont des fruits de bouche, consommés frais et séchés notamment les mûres blanches qu'on sèche en Iran, au Pakistan et en Asie Centrale et qui sont alors sucrées et aromatiques.
- fabriquer une sorte de vin avec les fruits du mûrier noir en Cornouailles. On en fait aussi de la liqueur, comme pour le cassis.
- fabriquer un alcool dans l'enclave du Haut Karabagh.

Composition moyenne des fruits du mûrier :
- Eau : 85-88 %
- Glucides (sucres, principalement glucose et fructose, donnant le goût sucré) : 7,8-9,2 %
- Protéines : 0,4-1,5 %
- Matières grasses (principalement acides gras, tels que les acides linoléique, stéarique et oléique contenus dans les graines) : 0,4-0,5 %
- Acides libres (principalement l'acide malique, donnant le goût acidulé) : 1,1-1,9 %
- Fibres : 0,9-1,4 %
- Minéraux : 0,7-0,9 %

Les fruits des mûriers, mangés crus en dessert, sont considérés comme une friandise, au même titre que les framboises, mais ils sont rarement commercialisés du fait de leur fragilité. Leur goût évoque celui de la mûre sauvage, quoique plus doux (moins acide), et les fruits ne contiennent pas de « pépins », contrairement à cette dernière.
La mûre du commerce, ainsi que celle utilisée pour les confitures, sirops, etc., est presque toujours la mûre sauvage, fruit de la ronce commune, ou mûrier sauvage, arbrisseau sans rapport avec le mûrier arbre.

### Plante médicinale
Plusieurs espèces de mûriers ont été utilisées en médecine traditionnelle (en particulier en médecine traditionnelle chinoise) comme antiphlogistiques (il contient des flavonoïdes antioxydants), hépatoprotecteurs (en), hypotenseurs, antipyrétiques, analgésiques, diurétiques, expectorants, antidiabétiques ainsi que pour traiter l'anémie et l'arthrite.
Les feuilles de mûriers sont consommées en Corée et au Japon comme aliment nutraceutique anti-hyperglycémique pour les patients atteints de diabète sucré, car elles sont riches en alcaloïdes, notamment la 1-Désoxynojirymicine (en), inhibiteur de l'α-glycosidase qui diminue le taux de glycémie.
L'écorce des racines de différentes espèces de mûriers (Morus sp.), appelée sang-bai-pi (SBP) en chinois, est utilisée de longue date en médecine traditionnelle pour le traitement des maladies inflammatoires (telles que plaie incisée, néphrite, arthrite, œdème, etc..) et respiratoires (telles que toux, asthme, expectorations, bronchite et maladies pulmonaires).
Ces usages sont confortés par des études pharmacologiques faites au cours des 80 dernières années qui montrent que la SBP a des effets anti-inflammatoires, antioxydants, antimicrobiens, antidiabétiques, antitumoraux et autres.

Les recherches sur la phytochimie de la SPB ont permis d'identifier divers composés chimiques, tels que adduits du type Diels–Alder, flavonoïdes, benzofuranes, stilbènes, alcaloïdes polyhydroxylés, etc., qui expliquent ces effets.

Des essais in vitro ou in vivo ont montré que la SBP peut  inhiber, du moins en partie, les médiateurs inflammatoires et les inflammations, et a des effets antimicrobiens sur les virus de la grippe et des voies respiratoires.

### Autres usages
Les mûriers sont également cultivés pour :
- leur caractère ornemental,
- l'ombre qu'il procurent, entre autres.

- leur bois. Chez les Amérindiens, on utilisait le mûrier rouge pour fabriquer les arcs pour la chasse. Le bois du mûrier est également particulièrement mis en valeur dans de nombreux instruments de la musique populaire orientale.

Nota : le mûrier à papier (Broussonetia papyrifera), espèce d'arbres rattachée à un genre voisin de la même famille des Moraceae, est utilisé pour fabriquer du papier traditionnel en Chine, en Corée et au Japon. En Europe, on appelle généralement ce papier, « papier de riz » ou « papier de soie » , en raison de la ressemblance de cet arbre avec le mûrier blanc. Aujourd'hui, ce papier n'est plus utilisé que pour des arts traditionnels ; la calligraphie, la peinture traditionnelle ou encore le jiǎnzhǐ, les origamis et les kirigamis, et les papiers décoratifs utilisés dans les religions et les superstitions locales.